# Ptákova Lhota
Ptákova Lhota (historicky též Ptáčkova Lhota či Lhota nad Miřeticemi) je malá vesnice, část obce Vacov v okrese Prachatice v Jihočeském kraji. Nachází se asi dva kilometry jihovýchodně od Vacova. Je zde evidováno 7 adres. V roce 2011 zde trvale nikdo nežil.
Ptákova Lhota leží v katastrálním území Žár u Čkyně o výměře 3,2 km².

## Historie
První písemná zmínka o vesnici pochází z roku 1383.

## Obyvatelstvo
| Rok            | 1869 | 1880 | 1890 | 1900 | 1910 | 1921 | 1930 | 1950 | 1961 | 1970 | 1980 | 1991 | 2001 | 2011 | 2021 |
| -------------- | ---- | ---- | ---- | ---- | ---- | ---- | ---- | ---- | ---- | ---- | ---- | ---- | ---- | ---- | ---- |
| Počet obyvatel | 39   | 38   | 58   | 61   | 55   | 44   | 41   | 36   | 19   | 9    | 3    | 1    | 0    | 0    | 0    |
| Počet domů     | 9    | 8    | 10   | 10   | 10   | 9    | 9    | 9    | 9    | 4    | 2    | 6    | 6    | 7    | 7    |

## Obecní správa
Při sčítání lidu v letech 1850–1920 Ptákova Lhota byla osadou obce Nespice v okrese Strakonice. V letech 1921–1976 byla osadou obce Žár, se kterým patřila nejprve do okresu Strakonice, ale v roce 1950 v okrese Vimperk a od roku 1960 v okrese Prachatice. Od 30. dubna 1976 je částí obce Vacov v okrese Prachatice.

## Pamětihodnosti
- Klen v Ptákově Lhotě, památný strom na jihovýchodním okraji vesnice

## Osobnosti
- Vojtěch Žíla (* 1942 v Ptákově Lhotě) – botanik, astronom a pedagog

## Fotogalerie

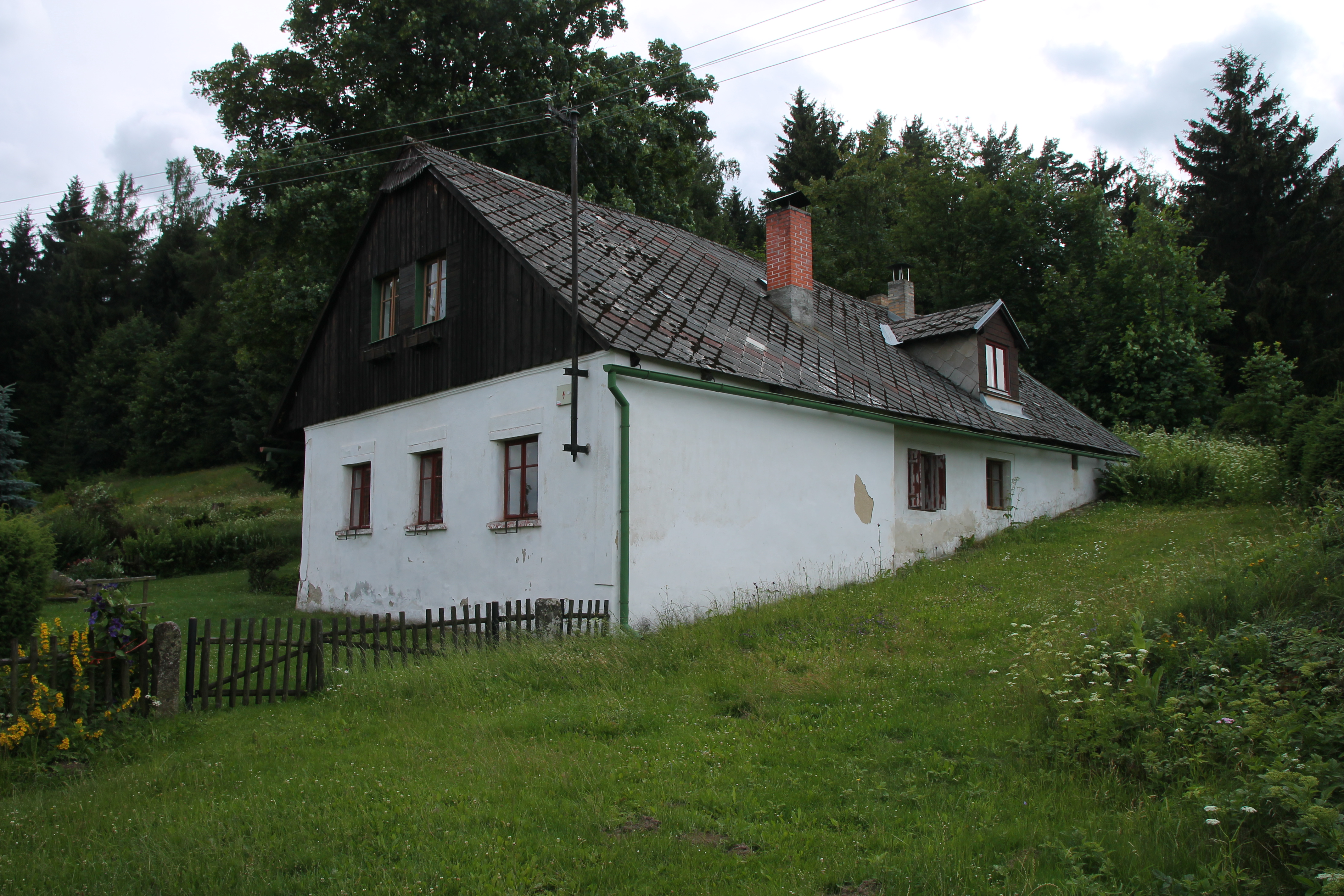
Chalupa v Ptákově Lhotě
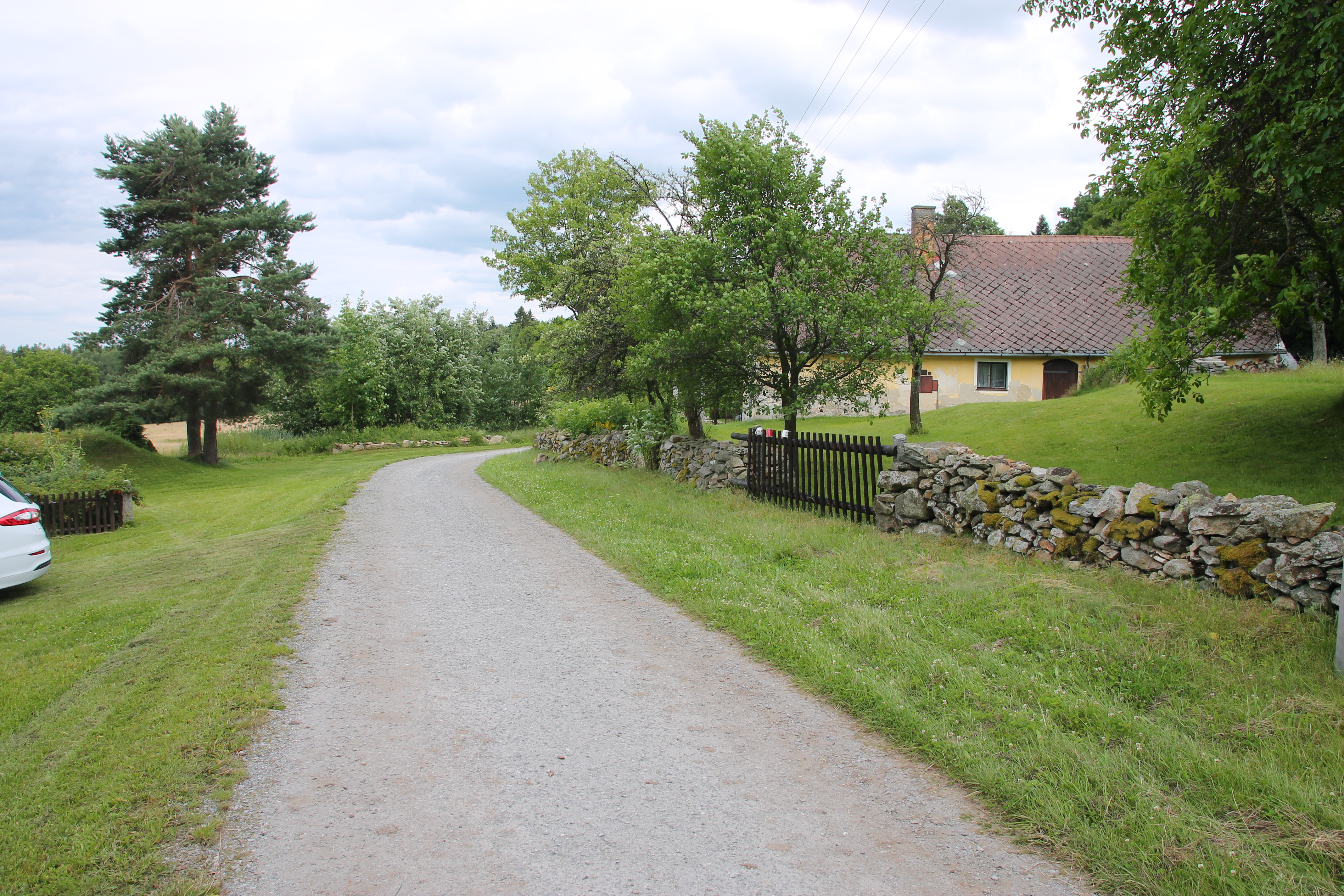
Příjezdová cesta od Miřetic
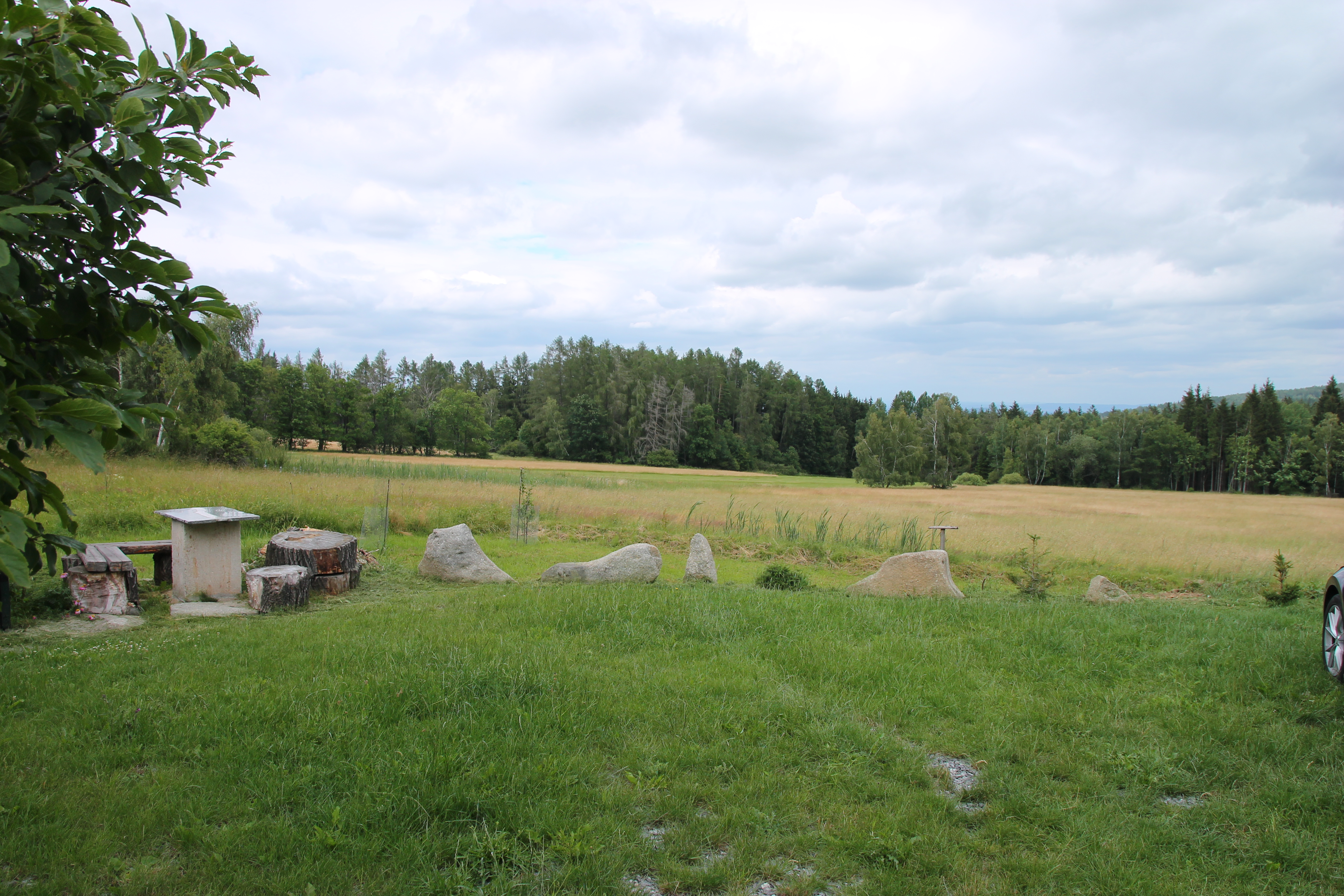
Louka s odpočívkou
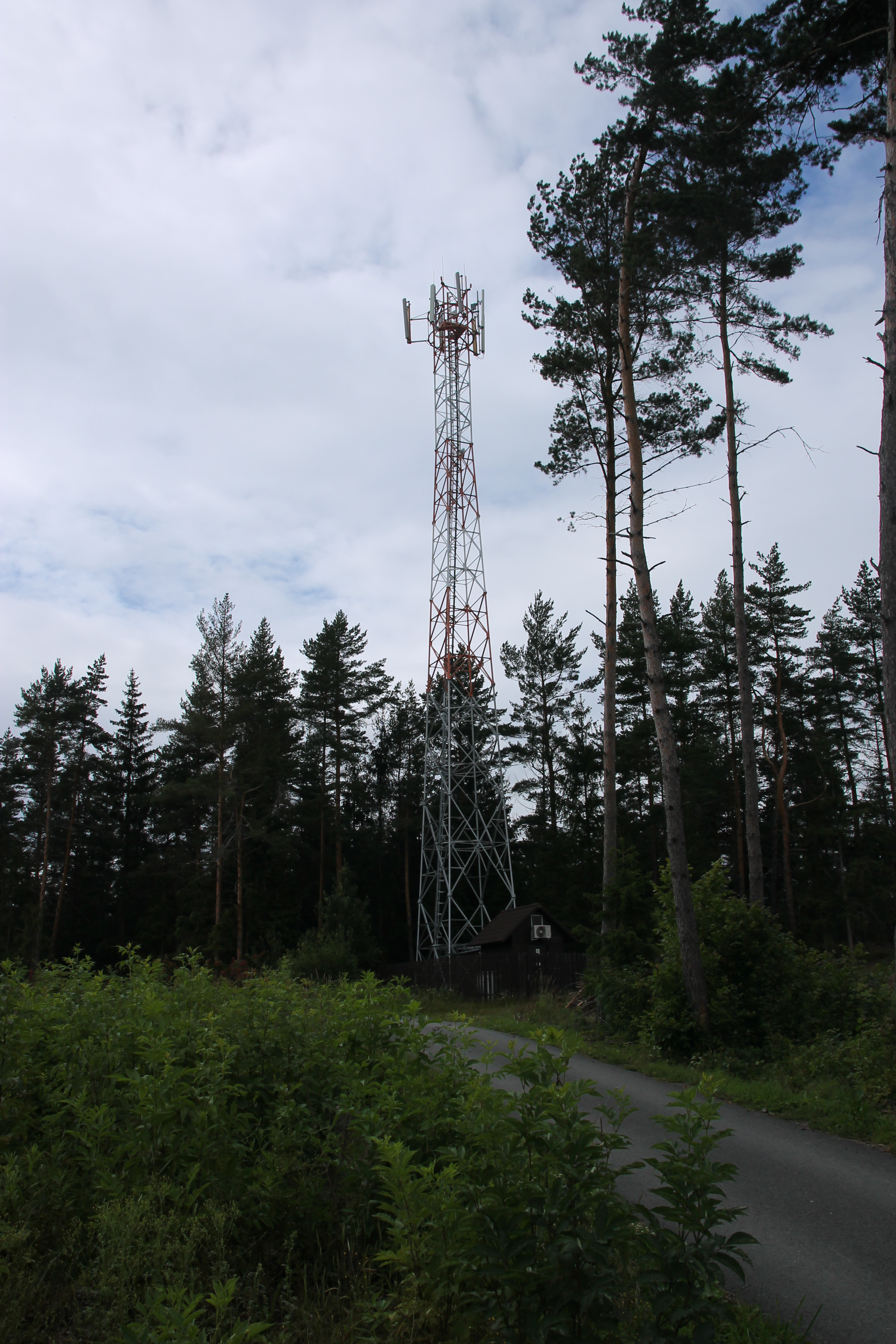
Vysílač mobilního signálu severně od vesnice